# Carlo d'Amelio
Carlo D'Amelio (Napoli, 20 maggio 1902 – Roma, 19 settembre 1996) è stato un avvocato italiano.

## Biografia
Il conte Carlo D'Amelio proveniva da una famiglia di famosi giuristi napoletani. Figlio di Salvatore D'Amelio, iniziò presto la carriera di avvocato e tra i suoi assistiti vi fu anche Guglielmo Marconi. Fu Gentiluomo e Cameriere Segreto di cappa e spada di Sua Santità e nel 1983 sostituì Falcone Lucifero nel ruolo di Ministro della Real Casa di Savoia durante l'esilio. Ricoprì numerose cariche tra cui quella di Presidente della Consulta dei Senatori del Regno, Vice Presidente del Consiglio dell'Ordine dei Santi Maurizio e Lazzaro, Consigliere della Banca d'Italia, Presidente del Rotary International, Presidente dell'Istituto Finanziario del Lavoro, Presidente del Circolo Rex.

## Onorificenze
| Controllo di autorità | VIAF (EN) 33277022 · LCCN (EN) n79079161 |